# هایمه سانچز
هایمه لوئیس سانچز رودریگز (اسپانیایی: Jaime Luis Sánchez Rodríguez‎؛ زادهٔ ۱۹ دسامبر ۱۹۳۸) بازیگر تئاتر، سینما و تلویزیون اهل ایالات متحده آمریکا و زادهٔ پورتوریکو است.

## گزیدهٔ فیلم‌شناسی
- دیوید و لیسا (۱۹۶۲)
- سرپیکو (۱۹۷۳)
- راه کارلیتو (۱۹۹۳)
- این گروه خشن (۱۹۶۹)
- گروبردار (۱۹۶۵)
- به دنبال ریچارد (۱۹۹۶)
- بابی دیرفیلد (۱۹۷۷)
- مرد بعدی (۱۹۷۶)